# Paraglenea transversefasciata
Paraglenea transversefasciata là một loài bọ cánh cứng trong họ Cerambycidae.